# 河合武雄
河合武雄（かわい たけお、1877年（明治10年）3月13日 - 1942年（昭和17年）3月21日）は、明治中期から昭和初期にかけて活躍した、新派の女形俳優。大正期には、伊井蓉峰・喜多村緑郎とともに、三頭目と言われた。

## 生涯
本名は河合武次郎。歌舞伎役者三代目大谷馬十の次男として、東京府京橋（現・東京都中央区京橋）に生まれた。
下積み役者の苦労を知る馬十は武次郎が俳優になりたがるのを嫌い奉公に出したが、子は1893年（明治26年）、父に隠れて山口定雄一座の横浜蔦座で初舞台を踏み、四代目沢村源之助のもとで歌舞伎も修めた。容貌と声柄に恵まれ、1897年には山口の相手役に進んだ。
山口座長も元は歌舞伎の女形で、従って河合は、自由民権の壮士芝居とは違う、歌舞伎風の演技をした。派手で陽気な芸風だった。市川九女八、千歳米坡、川上貞奴らの女優がまだ珍しい時代で、河合は、喜多村緑郎を追い、児島文衛と競う女形だった。
1898年に水野好美らの浅草常盤座の『奨励会』へ、1900年に高田実・喜多村緑郎らの大阪朝日座の『第二次成美団』へ、1902年に真砂座の『伊井蓉峰一座』へと移り、その後も座を変えたが、伊井や高田実を多く立役にした。
歌舞伎への執着から、1902年（明治35年）には、『心中天網島』『冥土の飛脚』『阿波の鳴戸』など『近松研究劇』を伊井と続演した。また、ドーデの『サッフォ』（1904年）、シェイクスピアの『ロミオとジュリエット』（1904年）など、翻訳劇にも積極的に取り組み、1913年 - 1918年には、松居松葉と組織した『公衆劇団』で、ホーフマンスタールの『エレクトラ』、ハウプトマンの『沈鐘』などを演じた。
先輩たちがおいおい去り、マンネリ気味にもなった1917年、河合は伊井・喜多村と一座を組んで新派の人気を取り戻し、三人でその後の数年間の体制を支えた。『三頭目』と呼ばれた。
井上正夫が独り立ちした。花柳章太郎、柳永二郎、伊志井寛らの若手が育って、1939年に新生新派を分家した。そういう時代の流れの中で、河合は新派の本流に留まり、手馴れた持ち役を演じ続けた。
1937年（昭和12年）（60歳）から、ときどき休演することがあった。1939年、日中戦争下の中国へ日本軍慰問の巡業に出掛けた。1940年、舞台で狭心症を起こし、肋膜炎の療養を命じられた。1942年、療養先の畑毛温泉の別宅で死去した。
賢明院英誉水仙武雄居士。墓は青山霊園にある。
著書に、「『随筆 女形』、双雅房（1937）」がある。
息子の河合明石と河合栄二郎とは、1940年頃まで新派の舞台に立ったが、大成はしなかった。

## おもな持ち役
行末の括弧内は、初演の西暦年次。
- 菊池幽芳：『己が罪』の環（1900年）
- 菊池幽芳：『乳姉妹』の君江（1904年）
- 渡辺霞亭：『想夫憐』の雅子（1904年）
- 中村春雨：『無花果』のエミヤ（1902年）
- 泉鏡花：『通夜物語』の丁山（1905年）
- 田口掬汀：『伯爵夫人』のルイズ（1906年）
- ドーデ：『サッフォ』の佐保子（1906年）
- ホフマンスタール：『エレクトラ』のエレクトラ（1913年）
- 柳川春葉：『生さぬ仲』の清岡球江（1917年）
- 伊原青々園：『仮名屋小梅』の小梅（1919年）
- 真山青果：『浅草寺境内』のお楽（1923年）
- 瀬戸英一：『二筋道』のおすが（1931年）